# 몰밸리

몰밸리의 위치

몰밸리(영어: Mole Valley)는 잉글랜드 서리주에 위치한 비도시 자치구로 중심 도시는 도킹이며 인구는 86,234명(2014년 기준), 면적은 258.3km2이다.